# Game (宮沢りえの曲)
「Game」（ゲーム）は、宮沢りえの3作目のシングル。

## 概要
- デヴィッド・ボウイ「Fame」のカバー。
- 自身が主演したフジテレビ系ドラマ「いつか誰かと朝帰りッ」主題歌。
- この曲で『第41回NHK紅白歌合戦』に初出場を果たす（2021年現時点で宮沢自身唯一の紅白歌合戦出演）。但し本人の自由に歌いたいという希望があり紅白のステージ上ではなく、会場屋上に製作された特設の風呂に入りながら、中継放送で歌唱披露していた。

## 収録曲
1. Game
  - 作詞・作曲: D.Bowie, J.Lennon, C.Alomar（英語版） / 日本語詞: I.Toi / 編曲: Bobby Watson
2. Sunshine Boy
  - 作詞: 糸井重里 / 作曲: Julia / 編曲: Bobby Watson